# Измалков, Иван Степанович
Изма́лков Ива́н Степа́нович (ок. 1779/1784 — после 1835) — генерал-майор, герой Отечественной войны 1812 года, участник Наполеоновских войн и русско-турецкой войны 1828—1829 годов. Награждён золотой саблей с надписью «За храбрость» за отличия под Вязьмой (1812), 26 ноября 1827 года в чине полковника — орденом Св. Георгия 4-й степени (№ 4072 по кавалерскому списку Григоровича — Степанова).

## Биография
Из воронежских дворян Измалковых. В службу вступил унтер-офицером в Воронежский гарнизонный батальон (1800). Произведен в корнеты Л.-Гв. Уланского полка (1806). В Отечественную войну 1812 года — поручик (1810), штаб-ротмистр (1813). Переведен подполковником в Оренбургский уланский полк (1816). За отличие по службе получил чин полковника (1826). Назначен командиром Черниговского конно-егерского полка (1826). С 1833 г. — командир Литовского уланского полка. Высочайшим приказом уволен в отставку в 1834 г. в чине генерал-майора с мундиром и пенсионом полного оклада.

## Участие в боевых действиях

### В военной кампании 1805—1807 годов
- при Аустерлице (20.11.1805)
- в Пруссии против французских войск (март-июнь 1807)
- при взятии г. Гутштата (24.05.1807)
- при преследовании неприятеля до р. Пассаржи и при г. Гейльзберге (29.05.1807)
- при г. Фридланде (1-2.06.1807)

### В Отечественную войну 1812 года
- в арьергарде против французов под Вильно (с.13.06.1812)
- при Бабиновичах (12.07.1812)
- под Витебском при дер. Островно и Куковячине (14.07.1812)
- под Смоленском (4-6.08.1812)
- при с. Бредихине (13.08.1812)
- при монастыре Полоцком (24.08.1812)
- при Бородине (26.08.1812)
- при Вязьме (29-30.08.1812) — награждён золотой саблей с надписью «За храбрость»
- при дер. Шарапово и Юдино (10-11.09.1812)
- при дер. Бурцовой (13.09.1812)
- при подмосковных деревнях в арьергарде (15-22.09.1812)
- при с. Дмитровке (6.10.1812)
- под г. Малоярославцем (12-13.10.1812)
- под г. Красным (3-6.11.1812)

### В военной кампании 1813—1814 годов
- сражений под Лютценом (23.04.1813)
- при г. Вальдгейме, при Бауцене (9.05.1813)
- при Кульме в атаке (17.08.1813)
- при Лейпциге в генеральном сражении (4-6.10.1813)
- при Гутельштате (10.10.1813) в преследовании неприятеля до Франкфурта
- под Бриенном (20.01.1814)
- при дер. Пиней (21- 22.01.1814)
- при городах Монмирале и Сезане (3-4.02 и 4-8.03.1814)
- при дер. Суле (10-11.02.1814)
- при дер. Фер-Шампенуаза (13.02.1814), где полк в атаке в присутствии Е. И. В. нанес кавалерии и пехоте неприятеля поражение
- при взятии Парижа (18.02.1814)

### В русско-турецкой войне 1828—1829 годов
- участник поражения неприятельской кавалерии при Шумле (8.07.1828), за что получил Высочайшее благоволение
- (14.08.-20.09.1828) участие в сражениях: при крепости Шумла, при Эмбелере и Юсуф-Ларе (7.10.1828), блокады крепости Силистрии (11-14.10.1828)

### В военной кампании 1831 года
- в июне 1831 г. участвовал в преследования корпуса Хржановского от г. Люблина до р. Вислы и до г. Радома
- при Юзефове (25-26.07.1831)
- при занятии Конска (1-6.08.1831)
- в авангардном деле при Лагове с мятежниками под предводительством Ружицкого (10.09.1831)
- при Пинчеве и Михайлове (12.09.1831) и в преследовании корпуса Ружицкого в Краковское воеводство

## Награды
Российские:
- Орден Святой Анны 4(3) ст. за отличия в сражении при Фридланде (1807)
- золотая сабля с надписью «За храбрость» за отличия под Вязьмой (1812)
- Орден Святого Владимира 4 ст. с бантом за сражение при Бауцене (1813)
- Алмазные знаки на орден Святой Анны 2-й степени за отличия при Кульме (18.08.1813)
- Орден Святой Анны 2-й степени за отличия при поражении неприятеля при Фер-Шампенуаза (1814)
- Орден Святого Георгия 4-го класса за 25-летнюю в офицерских чинах беспорочную службу (26.11.1827)
- Орден Святого Владимира 3-й степени за отличия в сражении при крепости Шумла (1828)
- Серебряная медаль в память войны 1812 г.
- Серебряная медаль за взятие Парижа
- Серебряная медаль за Турецкую войну 1828—1829 гг.
- Польский знак отличия «За военное достоинство» (За военные достоинства) 3-й степени

Иностранные:
- Прусский Знак отличия Железного креста (1813)